# Гнеденков, Сергей Васильевич
Сергей Васильевич Гнеденков (род. 6 ноября 1958 года, с. Прилуки, Приморский край) — российский химик, специалист в области физической химии и электрохимии, член-корреспондент РАН (2016).

## Биография
Родился 6 ноября 1958 года в с. Прилуки Приморского края.
В 2000 году — защитил докторскую диссертацию, тема: «Физикохимия микроплазменного формирования оксидных структур на поверхности титана, их состав и свойства»
Заведующий отделом электрохимических систем и процессов модификации поверхности, заместитель директора по научной работе Института химии ДВО РАН.
В 2016 году — избран членом-корреспондентом РАН.

## Научная деятельность
Специалист в области физической химии и электрохимии.
Автор и соавтор более 400 научных работ, в том числе 5 монографий, 4 учебных пособий, 42 авторских свидетельств и патентов.
Разработал:
- новое научное направление формирования функциональных композиционных материалов с применением оригинальной технологии знакопеременной импульсной поляризации при использовании наноразмерных полимерных и неорганических композитов;
- уникальный метод создания на металлах и сплавах функциональных покрытий, обладающих антикоррозионными, антифрикционными, биоактивными, биоинертными, гидрофобными, супергидрофобными, магнитоактивными, самовосстанавливающимися свойствами.

Под его руководством защищены 2 докторские и 7 кандидатских диссертаций, подготовлены к защите 2 докторские и 4 кандидатские работы.

### Научно-организационная деятельность
- заместитель председателя Ученого совета ФГБУН Института химии ДВО РАН;
- заместитель председателя диссертационного совета при ИХ ДВО РАН;
- заместитель председателя секции Объединенного ученого совета по химическим наукам ДВО РАН
- член Международного коррозионного совета (ICC) от РФ (с 2012 г.)

## Награды
Премия Правительства Российской Федерации в области науки и техники (в составе группы, за 1997 год) — за работу «Физико-химические основы, научно-техническое исследование и практическая реализация технологии микродугового оксидирования металлов и сплавов в судостроении и судоремонте»